# سيناريزين
سناريزين هو نوع من الأدوية والمضادات يستخدم في قصور الدوران الدماغي، والتشنج، أو التصلب الوعائي الدماغي، والاضطرابات الدورانية الدماغية مثل اضطراب التوازن، الاصابات الدهليزية، واعتلال الشبكية السكري، واضطراب الأوعية المحيطية.

## الية العمل
يعمل عن طريق التدخل في نقل الإشارات بين الدهليز في الأذن الداخلية ومركز القيء في منطقة ما تحت المهاد. ويلغي التفاوت في معالجة
الإشارات بين مستقبلات الحركة في الأذن الداخلية والحواس البصرية، بحيث يتم تقليل خلط الدماغ ما إذا كان الفرد يتحرك أو واقفا .

## الأسماء التجارية ل ستاغيرون
ستاغيرون، فورت سيريبال، سينارين,
ستوفال، سينرازين سيربار

## الشكل والتركيز الكيميائي
أقراص : 25 ملغم

## الأعراض الجانبية
دوار، الم المعدة، جفاف الفم، تعب عام، صداع ، مشاكل النوم عند الأطفال، زيادة الوزن، عسر الهضم

## موانع الاستعمال
فرط الحساسية لهذا الدواء .
الهبوط الحاد

## تحذيرات
المنومات-المسكنات-المهدئات تزيد من التأثير المركن للدواء,
المشاركة مع حاصرات بيتا تؤدي إلى زيادة احتمال ظهور اضطراب النظم البطيني,
يجب الامتناع عن قيادة السيارات والعمل مع الآلات الثقيلة,
يجب الامتناع عن تناول الكحول.